# Mali Holobî, Kamin-Kașîrskîi
Mali Holobî (în ucraineană Малі Голоби) este un sat în comuna Huta-Borovenska din raionul Kamin-Kașîrskîi, regiunea Volînia, Ucraina.

## Demografie
Componența lingvistică a localității Mali Holobî
     Ucraineană (99,66%)
     Alte limbi (0,34%)
Conform recensământului din 2001, majoritatea populației localității Mali Holobî era vorbitoare de ucraineană (99,66%), existând în minoritate și vorbitori de alte limbi.